# Nigeria na Letnich Igrzyskach Olimpijskich 1964
Nigerię na Letnich Igrzyskach Olimpijskich 1964 reprezentowało 18 zawodników: 16. mężczyzn i 2. kobiety. Reprezentacja Nigerii zdobyła jeden medal. Był to czwarty występ reprezentacji Nigerii na letnich igrzyskach olimpijskich.
Najmłodszym nigeryjskim zawodnikiem na tych igrzyskach był 19-letni bokser, Anthony Andeh, zaś najstarszym 33-letni lekkoatleta, Jimmy Omagbemi.

## Zdobyte medale
| Medal  | Zawodnik       | Dyscyplina | Konkurencja       |
| ------ | -------------- | ---------- | ----------------- |
| · Brąz | Nojim Maiyegun | · Boks     | Waga lekkośrednia |